# Linje 1 (Göteborgs spårvägar)
|  | Unknown BSicon "uSTR+l" | Unknown BSicon "uSTR+r" |

|  | Unknown BSicon "uABZg+l" | Unknown BSicon "uSTRr" |

|  | Urban station on track |

|  | Urban stop on track |

|  | Urban stop on track |

|  | Unknown BSicon "utSTRa" |

|  | Urban tunnel stop on track |

|  | Unknown BSicon "utSTRe" |

|  | Urban stop on track |

|  | Urban stop on track |

|  | Urban stop on track |

|  | Urban stop on track |

|  | Urban stop on track |

|  | Urban stop on track |

|  | Urban stop on track |

|  | Urban stop on track |

|  | Urban stop on track |

|  | Urban stop on track |

|  | Urban stop on track |

|  | Urban stop on track |

|  | Urban stop on track |

|  | Urban stop on track |

|  | Urban stop on track |

|  | Urban stop on track |

|  | Urban stop on track |

|  | Urban stop on track |

|  | Urban stop on track |

|  | Urban stop on track |

|  | Urban stop on track |

|  | Urban stop on track |

|  | Urban stop on track |

|  | Urban stop on track |

|  | Urban station on track |

| Unknown BSicon "uSTR+l" | Unknown BSicon "uABZgr" |  |

| Unknown BSicon "uSTRl" | Unknown BSicon "uSTRr" |  |

|  | Unknown BSicon "uSTR+l" | Unknown BSicon "uSTR+r" |

|  | Unknown BSicon "uABZg+l" | Unknown BSicon "uSTRr" |

|  | Urban station on track |

|  | Urban stop on track |

|  | Urban stop on track |

|  | Unknown BSicon "utSTRa" |

|  | Urban tunnel stop on track |

|  | Unknown BSicon "utSTRe" |

|  | Urban stop on track |

|  | Urban stop on track |

|  | Urban stop on track |

|  | Urban stop on track |

|  | Urban stop on track |

|  | Urban stop on track |

|  | Urban stop on track |

|  | Urban stop on track |

|  | Urban stop on track |

|  | Urban stop on track |

|  | Urban stop on track |

|  | Urban stop on track |

|  | Urban stop on track |

|  | Urban stop on track |

|  | Urban stop on track |

|  | Urban stop on track |

|  | Urban stop on track |

|  | Urban stop on track |

|  | Urban stop on track |

|  | Urban stop on track |

|  | Urban stop on track |

|  | Urban stop on track |

|  | Urban stop on track |

|  | Urban stop on track |

|  | Urban station on track |

| Unknown BSicon "uSTR+l" | Unknown BSicon "uABZgr" |  |

| Unknown BSicon "uSTRl" | Unknown BSicon "uSTRr" |  |

Linje 1 är en spårvagnslinje i Göteborg som har sitt ursprung i ringlinjen som öppnades som en del av det ursprungliga nätet 1902.

## Linjehistorik[1]
- Under hösten 1902 öppnade Ringlinien etappvis på sträckan Linnéplatsen - Järntorget - Vasagatan - Valand - Drottningtorget - Packhusplatsen - Vasagatan - Annedal - Linnéplatsen. Ringen trafikerades åt båda hållen och hade vita skyltar och lanternor.
- 1907 infördes linjenummer och vagnarna i ovan nämnda riktning fick nummer 2 och andra riktningen fick nummer 1.
- 1946 Ringlinien dras ut till Hisingen (Lundby, Gropegårdsgatan) mellan Centralstationen och Lilla Bommen.
- 1954 Ringlinien görs om till en vanlig linje som får nummer 1 och förlängs till Vidkärr. Linjen går nu Vidkärr - Centralstationen - Valand - Vasagatan - Järntorget - Linnéplatsen - Annedal - Vasagatan - Grönsakstorget - Packhusplatsen - Lundby.
- 1956 Linje 1 delas upp i två och linje 1 behåller delen Vidkärr - Linnéplatsen.
- 1958 När Mustangerna börjar användas byter linje 1 färg till svart med vit siffra.
- 1962 Förlängs till Frölundaborg efter Linnéplatsen
- 1963 Förlängs till Axel Dahlströms torg efter Frölundaborg
- 1982 Förlängs till Östra Sjukhuset efter Vidkärr
- 1988 När vagntyp M21 börjar användas på linjen byter den tillbaka till vita skyltar.
- 1993 Linje 1, 2 och 3 byter ändstationer med varandra längs Frölundagrenen. Linje 1 vänder nu vid Marklandsgatan.
- 1997 Linje 1 och 3 byter väg med varandra mellan Järntorget och Brunnsparken. Linje 1 går nu via Grönsakstorget. Samtidigt förlängs den till Frölunda.
- 2002 Chalmerstunneln öppnas och linje 1 ändras så den mellan Linnéplatsen och Grönsakstorget nu går via Annedal istället för via Järntorget.
- 2003 Linje 1 förlängs till Tynnered.
- 2006 Linje 2 återkommer och linje 1 återfår sin sträckning via Järntorget.
- 2015 Spåren via Stenpiren öppnar och linje 1 går nu Brunnsparken - Stenpiren - Järntorget.